# Кінтана-дель-Підіо
Кінтана-дель-Підіо (ісп. Quintana del Pidio) — муніципалітет в Іспанії, у складі автономної спільноти Кастилія-і-Леон, у провінції Бургос. Населення — 183 особи (2010).
Муніципалітет розташований на відстані близько 150 км на північ від Мадрида, 65 км на південь від Бургоса.

## Демографія
Динаміка населення (INE ):